# Lekhfant
Lekhfant (nep. लेकफाट) – gaun wikas samiti w zachodniej części Nepalu w strefie Dhawalagiri w dystrykcie Parbat. Według nepalskiego spisu powszechnego z 2001 roku liczył on 694 gospodarstw domowych i 3153 mieszkańców (1691 kobiet i 1462 mężczyzn).